# Associazione Sportiva Monfalconese C.N.T. 1932-1933
Questa voce raccoglie le informazioni riguardanti la Associazione Sportiva Monfalconese C.N.T. nelle competizioni ufficiali della stagione 1932-1933.

## Rosa
| N. |                   | Ruolo | Calciatore             |
| -- | ----------------- | ----- | ---------------------- |
|    | Italia (bandiera) | P     | Primo Cattarin         |
|    | Italia (bandiera) | P     | Dolenz                 |
|    | Italia (bandiera) | P     | Mario Cozzi            |
|    | Italia (bandiera) | D     | Giuseppe Bonini        |
|    | Italia (bandiera) | D     | Giuseppe Geigerle      |
|    | Italia (bandiera) | D     | Marino Nicolich        |
|    | Italia (bandiera) | D     | Riccardo Revelant      |
|    | Italia (bandiera) | D     | Guido Rigotti          |
|    | Italia (bandiera) | D     | Giulio Spanghero (III) |
|    | Italia (bandiera) | C     | Bonazza                |
|    | Italia (bandiera) | C     | Leone Bortolutti       |
|    | Italia (bandiera) | C     | Gino De Biasi          |
|    | Italia (bandiera) | C     | Stellio Malabotti      |
|    | Italia (bandiera) | C     | Aldo Dapas             |
|    | Italia (bandiera) | C     | Luigi Spanghero (I)    |
|    | Italia (bandiera) | C     | Zanolla II             |

| N. |                   | Ruolo | Calciatore              |
| -- | ----------------- | ----- | ----------------------- |
|    | Italia (bandiera) | A     | Basile                  |
|    | Italia (bandiera) | A     | Oreste Benet            |
|    | Italia (bandiera) | A     | Bertagna                |
|    | Italia (bandiera) | A     | Blasig                  |
|    | Italia (bandiera) | A     | Giuseppe Deiuri         |
|    | Italia (bandiera) | A     | Ghini                   |
|    | Italia (bandiera) | A     | Ermanno Gobet           |
|    | Italia (bandiera) | A     | Grandesso               |
|    | Italia (bandiera) | A     | Umberto Manià           |
|    | Italia (bandiera) | A     | Leopoldo Raktelj        |
|    | Italia (bandiera) | A     | Simonetti II            |
|    | Italia (bandiera) | A     | Alvise Spanghero (II)   |
|    | Italia (bandiera) | A     | Riccardo Snidersich (I) |
|    | Italia (bandiera) | A     | Francesco Sullich       |
|    | Italia (bandiera) | A     | Tessarin                |
|    | Italia (bandiera) | A     | Ruggero Zanolla         |

## Statistiche

### Statistiche di squadra
| Competizione | Punti    | Totale | Totale | Totale | Totale | Totale | Totale |
| Competizione | Punti    | G      | V      | N      | P      | Gf     | Gs     |
| ------------ | -------- | ------ | ------ | ------ | ------ | ------ | ------ |
| Serie B      | Ritirata | –      | –      | –      | –      | –      | –      |
| Totale       | Ritirata | –      | –      | –      | –      | –      | –      |